# 辛酸铵
辛酸铵是一种有机酸的铵盐，化学式为C8H19NO2。它可由氨气和无水辛酸反应制得。它在干燥的空气中缓慢失去氨，在潮湿空气中会加速这一过程。